# Белленберг
Белленберг (нім. Bellenberg) — громада в Німеччині, знаходиться в землі Баварія. Підпорядковується адміністративному округу Швабія. Входить до складу району Ной-Ульм.
Площа — 5,07 км2. Населення становить 4544 ос. (станом на 31 грудня 2020).